# Harold Wilson
James Harold Wilson, nam tước Wilson của Rievaulx (11 tháng 3 năm 1916 - 24 tháng 5 năm 1995) là một chính trị Công Đảng Anh từng là Thủ tướng Chính phủ của Vương quốc Anh giai đoạn 1964-1970 và năm 1974 đến năm 1976. Ông đã đắc cử trong bốn cuộc tổng tuyển cử.
Lần đầu tiên vào Quốc hội Anh năm 1945, Wilson đã ngay lập tức được bổ nhiệm làm thư ký nghị viện cho Bộ Công tác và thăng tiến một cách nhanh chóng qua các cấp bậc ngang Bộ, trở thành Bộ trưởng Ngoại thương vào năm 1947 và được bổ nhiệm vào nội các chỉ vài tháng sau đó là Chủ tịch Hội đồng Thương mại. Sau này, trong nội các chính phủ dự bị đảng đối lập (tiếng Anh: Shadow Cabinet) Công Đảng, đồng tiên ông giữ chức Bộ trưởng Tài chính dự bị 1955-1961 và sau đó là Bộ trưởng Ngoại giao dự bị 1961-1963, khi ông được bầu làm lãnh đạo của Công Đảng Anh sau khi Hugh Gaitskell đột ngột qua đời. Wilson suýt đắc cử trong cuộc bầu cử năm 1964, tiếp tục giành chiến thắng lớn hơn trong một cuộc bầu cử đột xuất năm 1966.
Sau thất bại bất ngờ của Công đảng năm 1970, Ông tiếp tục làm lãnh đạo phe đối lập trong 4 năm tới và trở lại làm thủ tướng ,đứng đầu một chính phủ thiểu số (2/1974).Không có đa số trong nghị viện ,ông đã gọi một cuộc tổng tuyển cử vào tháng 10/1974,mang lại đa số hẹp cho Công đảng .Wilson từ chức năm 1976,được kế nhiệm bởi James Callaghan,tiếp tục ở nghị viện năm 1983